# Герб Парани
Герб Парани — геральдична емблема та один з офіційних символів бразильського штату Парана. Разом із прапором, гімном і печаткою є одним із чотирьох офіційних символів штату Парана.

## Історія
Проєкт герба штату Парана виконав Альфредо Еміліо Андерсен, дизайн якого додається до Закону № 904 від 21 березня 1910 року. Герб кілька разів змінювався, але з тих пір залишилася ідеалізована Андерсоном фігура женця. Нинішній герб було встановлено в ту саму дату, що й прапор, 31 березня 1947 року, а декретом-законом № 5.713 від 27 травня 2002 року, після декларативного рішення про формальну неконституційність Судом штату Парана Додаткового закону № 52 від 24 вересня 1990 року.

## Геральдичний опис
Герб Парани являє собою португальський щит із червоним полем, кольору родючих північних земель штату, де обробляє землю срібна постать фермера. У синій главі золоте висхідне сонце, яке символізує свободу, і три вершини, що символізують велич, мудрість і благородство народу, а також три плато Парани: Східне або Куритиба; Центральне або Кампос-Жерайс; Західне або Гуарапуава.
Герб оточують дві зелені гілки. Справа — араукарія бразильська, а зліва — падуб парагвайський.
У клейноді гарпія (Harpia harpyja), яка знайшла в штаті умови для природного розмноження, і зараз вважається МСОП майже зникаючим видом.

### Кольори
Посібник із візуальної ідентичності бренду уряду Парани визначає такі кольори для створення герба:
|  | колір    | sRGB (шістнадцяткове) | CMYK         | pantone  |
|  | -------- | --------------------- | ------------ | -------- |
|  | червоний | 237/29/36 (ed1d24)    | 0/100/100/0  | 485C     |
|  | синій    | 0/114/188 (0072bc)    | 0/0/100/0    | 7461 °C  |
|  | зелений  | 0/152/74 (00984a)     | 100/0/100/10 | 7382C    |
|  | золото   | 255/244/80 (fff450)   | 0/0/80/0     | 191C     |
|  | чорний   | 0/0/0 (000000)        | 0/0/0/100    | Чорний C |

## Хронологія попередніх символів
Під час Імперії єдиним гербом, який використовували провінції, був імперський герб. З проголошенням республіки штати отримали право створювати власні герби.

### Проєкт 1891 року
Разом з проєктом створення першого Державного прапора було запропоновано також створення герба. Проте проєкт не був схвалений.
Опис:
Поле і фон утворюють прекрасні природні панорами Парани, тобто на них видно водоспад Ігуасу та водоспад Сете-Кедас. На сході ми бачимо сонце на горизонті і нашого великого оленя (ідентичний вид півнчіного оленя з північної Росії та Ісландії), який вітає сонце, що сходить над нашими величними сосновими лісами і травами (види нашої основної галузі промисловості) і розсікає простір, нашого прекрасного птаха - какаду. Крім цих основних видів нашої фауни, ви можете побачити на наших полях і біля берегів річки - вола, вівцю і коня, які представляють нашу скотарську галузь. Виділяється також Південний хрест, що символізує республіканський устрій, який керує нашою державою. У проміжку або в колі написано - Бразильська Республіка - штат Парана.

### 1892 рік

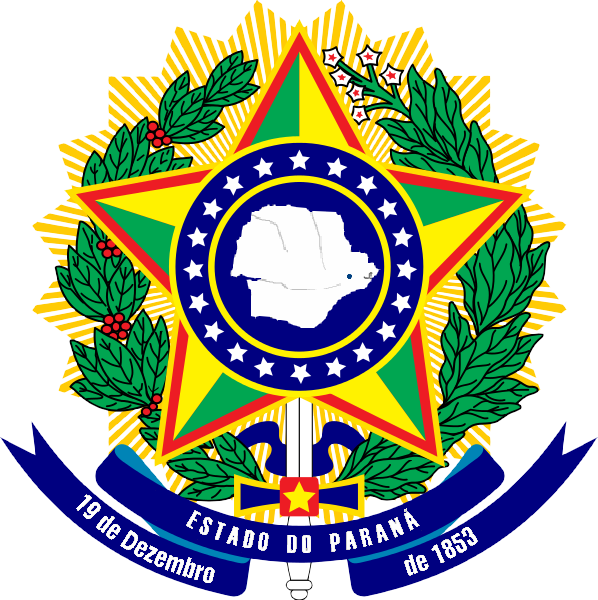
Герб 1892 року.

Законом № 456 від 29 березня 1892 року було прийнято варіант герба республіки.
Опис:
Круглий щит у синьому полі, рельєф штату Парана срібного кольору, із зазначенням столиці - Куритиби; облямівка поля профільована золотом, обтяжена двадцятьма однією срібною зіркою. Щит покладено на грановану зірку з десятьма зеленими та золотими частинами, гаптовану двома смугами, внутрішньою срібною та зовнішньою золотою, що оточують золоті щитки, за винятком центральної частини, яка обтяжена срібною зіркою, зображеною на короні, утвореній праворуч гілкою кави з плодами та ліворуч гілкою тютюну з квітами, обидві природного кольору, перев'язаною золотом, що тримається на золотій підвісці, обриси якої утворюють двадцятипроменеву зірку. В стрічці синього кольору на руків'ї меча по центру золотом напис STATE OF PARANÁ, а також написи 19 DECEMBER (19 грудня) з правого боку та 1853 (1853) зі зворотного боку.

### 1905 рік
Законом № 592 від 24 березня 1905 року попередній герб було змінено.
Опис:
As Armas do Estado serão as mesmas até aqui adoptadas sendo porém de cores verde e branca o plano do polygono estrelado e circundado este por uma grinalda formada de dois ramos de matte e pinheiro, sendo de cor branca a irradiação que faz fundo ao escudo.

### 1910 рік

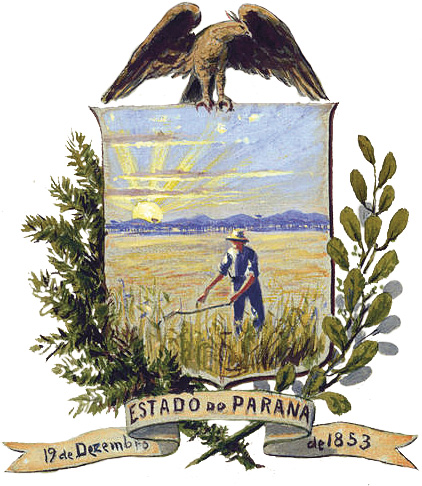

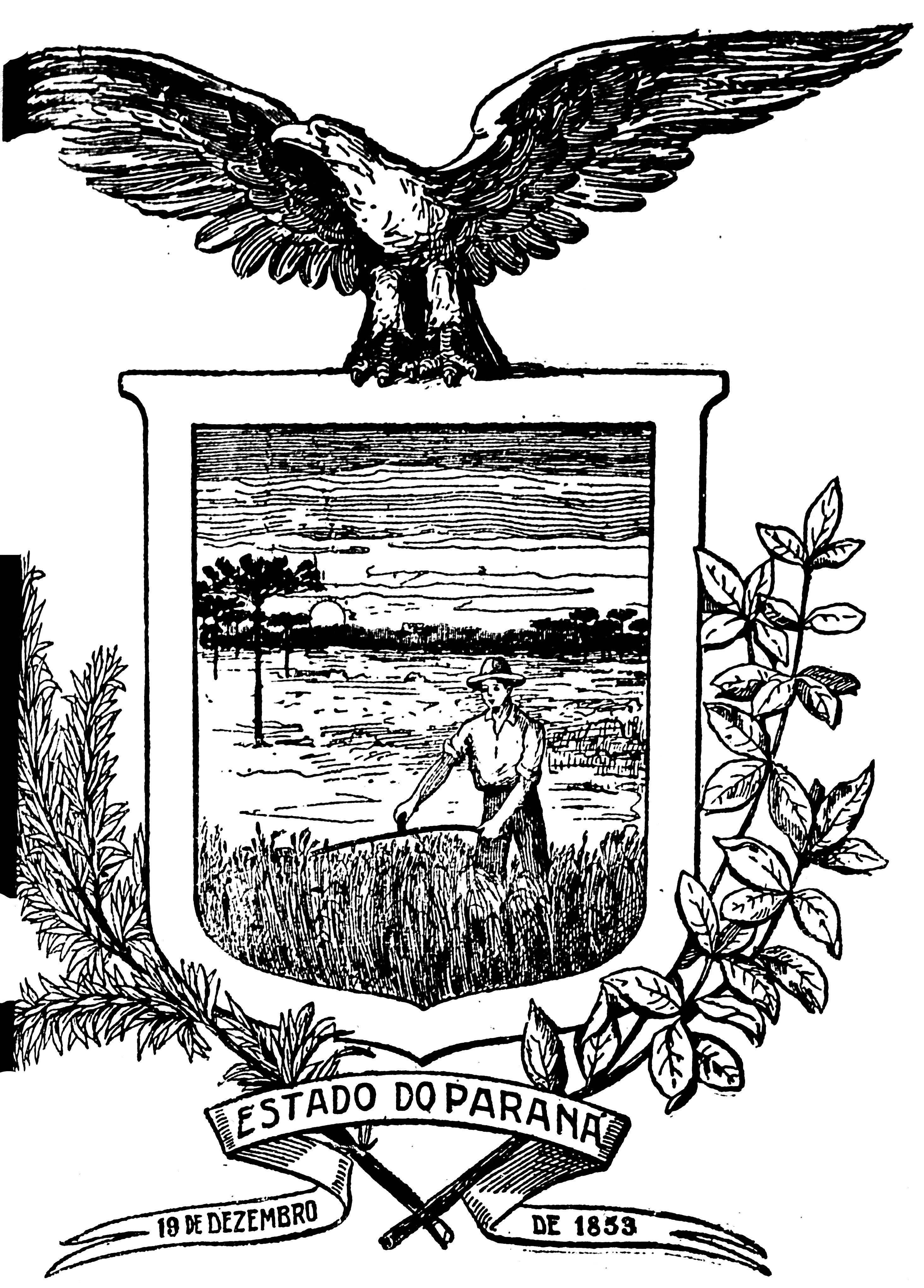

Законом штату № 904 від 21 березня 1910 року було створено новий герб, автором якого є художник Альфредо Андерсен.
Опис:

а) Хлібороб, що збирає щедрий врожай, розміщений на передньому плані щита, точно вказує на характер нашого етнічного та економічного середовища і показує природні нахили нашого часу і нашої раси, пом'якшені колонізацією;
б) Облямівка сосен, задимлених у другій площині щита, дає уявлення про поширення нашої рослинної природи;
Приморський гірський хребет, що обмежує горизонт, розповідає нам про характер ґрунтів, різноманітних за характерними для нього поділами висот;
Сонце, що сходить, є освітленим символом величі, яка зароджується, майбутнього, яке є багатообіцяючим і плідним;
д) Сокіл Парана, що ширяє над щитом прокторально, представляючи найвідважнішого представника нашої орнітофауни, відповідає загальноприйнятій думці про символічне зображення, що вкладає в крила кондора людське прагнення до свободи;
е) Соснові та падубові гілки, врешті, які окреслюють нижню частину щита, визначають промислові проблеми сьогодення, які складають економічне багатство держави.
Прийнятий герб складався з французького герба з вушками вгорі та рамок. У законі не вказано жодної інформації про колір.

### 1923—1947 роки
Протягом 1920-1930-х років існував політичний рух, який пропагував придушення державних і муніципальних символів на користь національних символів. Тодішній президент Парани Каетано Муньос да Роча був одним із його прихильників і 15 березня 1923 року запровадив закон № 2.182, який скасовував статтю 12 Перехідних положень Конституції від 7 квітня 1892 року, таким чином заміна прапора Парани на національний прапор. У звіті О. Діа за грудень 1925 року стверджувалося, що герб штата уже замінено державним гербом. Незважаючи на це, герб Парани, заснований у 1910 році, продовжував використовуватися на податкових марках штату між 1913 і 1938 роками.
У 1933 році Кловіс Рібейро у своїй книзі «Brazões e Bandeiras do Brasil» згадує, що Парана нещодавно прийняла новий герб, але не згадує закон чи його опис.
Вже в державній конституції від 16 травня 1935 року стаття 132 вказувала, що «штат Парана приймає як свої власні прапор, гімн, герб і національний герб».

### 1947 рік

Герб Парани (1947—1990 та 2002-нині).

Федеральна конституція 1946 року відновила автономію штатів, дозволивши її відновлення. Таким чином, герб був відновлений указом № 2.457 від 31 березня 1947 року, але з новим дизайном.
Опис:
У центрі щита зображено фермера, що є виразним відображенням наших мезологічних умов, які історично склалися в місці нашої сільськогосподарської діяльності. Гербом на щиті зображений сокіл Нхапекані, Thrasactus harpya, L., який, за словами фон Іхертінга, є "найбільшим орлом в Америці, який був би цілком гідний з'явитися на гербі Бразилії". Це був тотем гуарані. Його присутність у селах сприяє долі племен. Під розкритими крилами сокола на щиті зображені гори, згруповані в три вершини, що означають три тераси плато Парана - східну Куритибську, центральну Кампос-Жерайс і західну Гуарапуаву - і водночас нагадують і символізують три раси нашого етнічного утворення. На задньому плані - сонце, яке є американським символом. У ньому, починаючи з найдавніших індіанських часів, народи Нового Світу віддавали шану джерелу життя і уособлювали для наших ідеалів велич і культуру, а для наших досягнень - натхнення і блиск. По обидва боки щита по дві гілки мате і сосни, що уособлюють наші природні багатства. Поле щита червоне, з трьома срібними вершинами і золотим сонцем.

### 1990 рік

Герб з 1990 року.

У 1988 році була створена комісія для виправлення неточностей в описі та геральдиці символів Парани, а в 1990 році герб був переосмислений Додатковим законом № 52 від 24 вересня 1990 року. За статтею 6 цього додаткового закону, символ став гербом, встановленим Законом № 904 від 21 березня 1910 року з постійними змінами в Декреті-законі № 2.457 від 31 березня 1947 року та з поправками до додатковий закон, про який йдеться.
Опис:
Герб являє собою португальський щит, що несе в синьому полі срібну фігуру сіяча в робочому положенні; у верхній частині щита золоте сонце, що сходить, супроводжуване трьома гірськими плато.
Як клейнод - фігура орла Гарпії Ліннея (Harpyja Linnaeus, 1758 р.) у сріблястому одязі, що сидить, випроставшись і повернувши голову до правої руки.

Як опори, по праву руку гілка мате Ilex paraguariensis Saint Hilaire з чорними плодами, а по ліву гілка сосни парана Araucaria angustifolia (Bertoloni) Otto Kuntze, перехрещені на верхівці.

### 2002 рік
У 2002 році, після рішення Суду штату Парана про неконституційність (ADIN 15494), державним указом 5713 герб 1947 року було відновлено.